# 新居関所

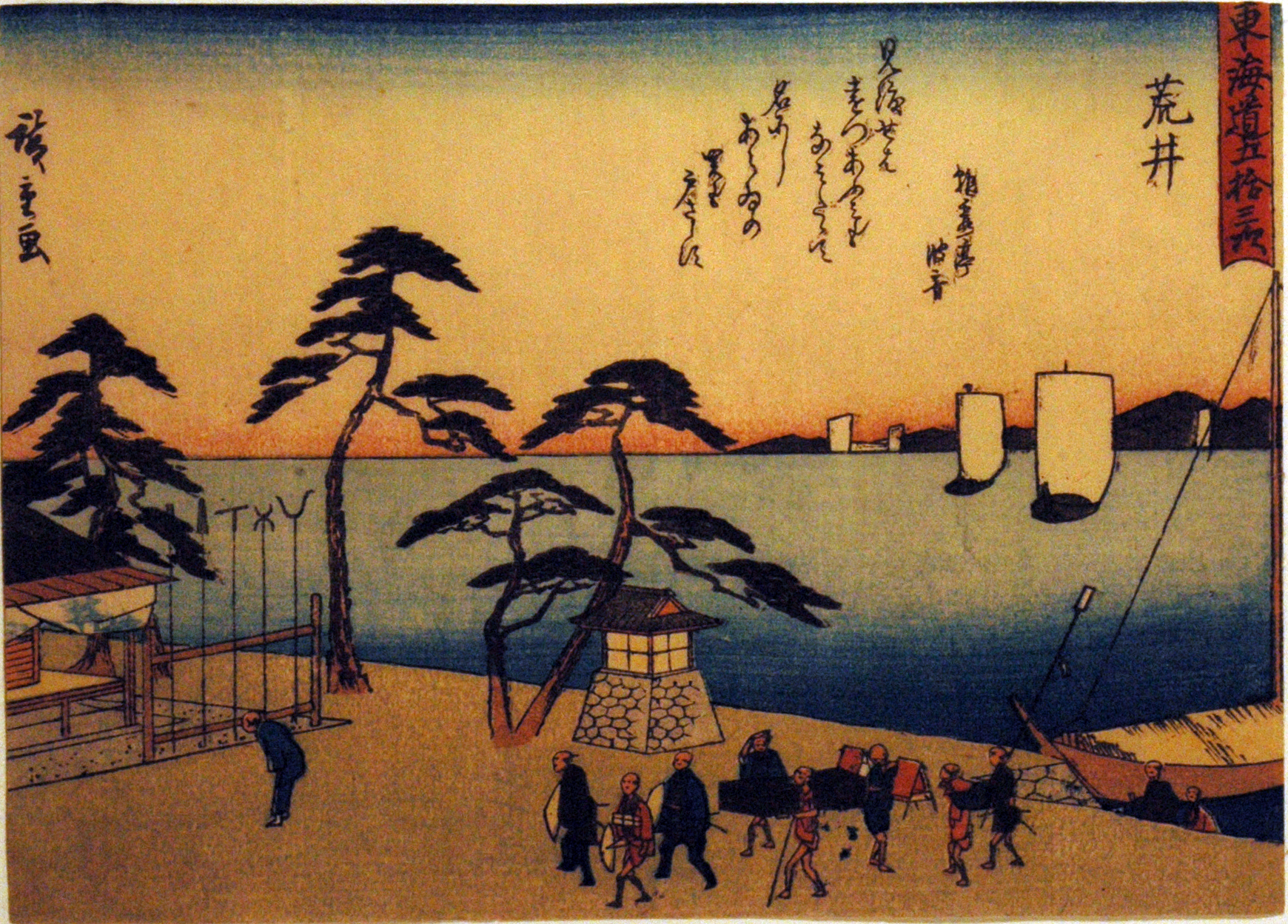
歌川広重「東海道五十三次・荒井（新居）」

新居関所（あらいせきしょ）は、江戸時代の東海道の関所のひとつ。現在、静岡県湖西市新居町新居に相当する。正式名称が今切関所（いまぎれせきしょ）である。

## 概要
五街道のなかでも最も往来の多かった東海道に設けられ、舞坂宿（静岡県浜松市中央区）と新居宿（静岡県湖西市）の間にある。浜名湖西岸の今切口に面した標高約2mの低地に立地し、新居宿に隣接し、浜名湖口に面していた。現在の静岡県湖西市新居町新居に相当する。
1869年（明治2年）の関所廃止後も小学校校舎、旧新居町役場として利用され面番所などの建物が残された。主要街道の関所建物としては、唯一現存する建物である。
現在、浜名湖の埋立てのため、新居関所及び今切口周辺の地形が当時とは大きく変化している。新居関所は、「新居関跡（あらいのせきあと）」として、1921年（大正10年）に史跡に指定、1955年（昭和30年）に国の特別史跡に指定された。隣接地に新居関所史料館がある。

## 背景と地名

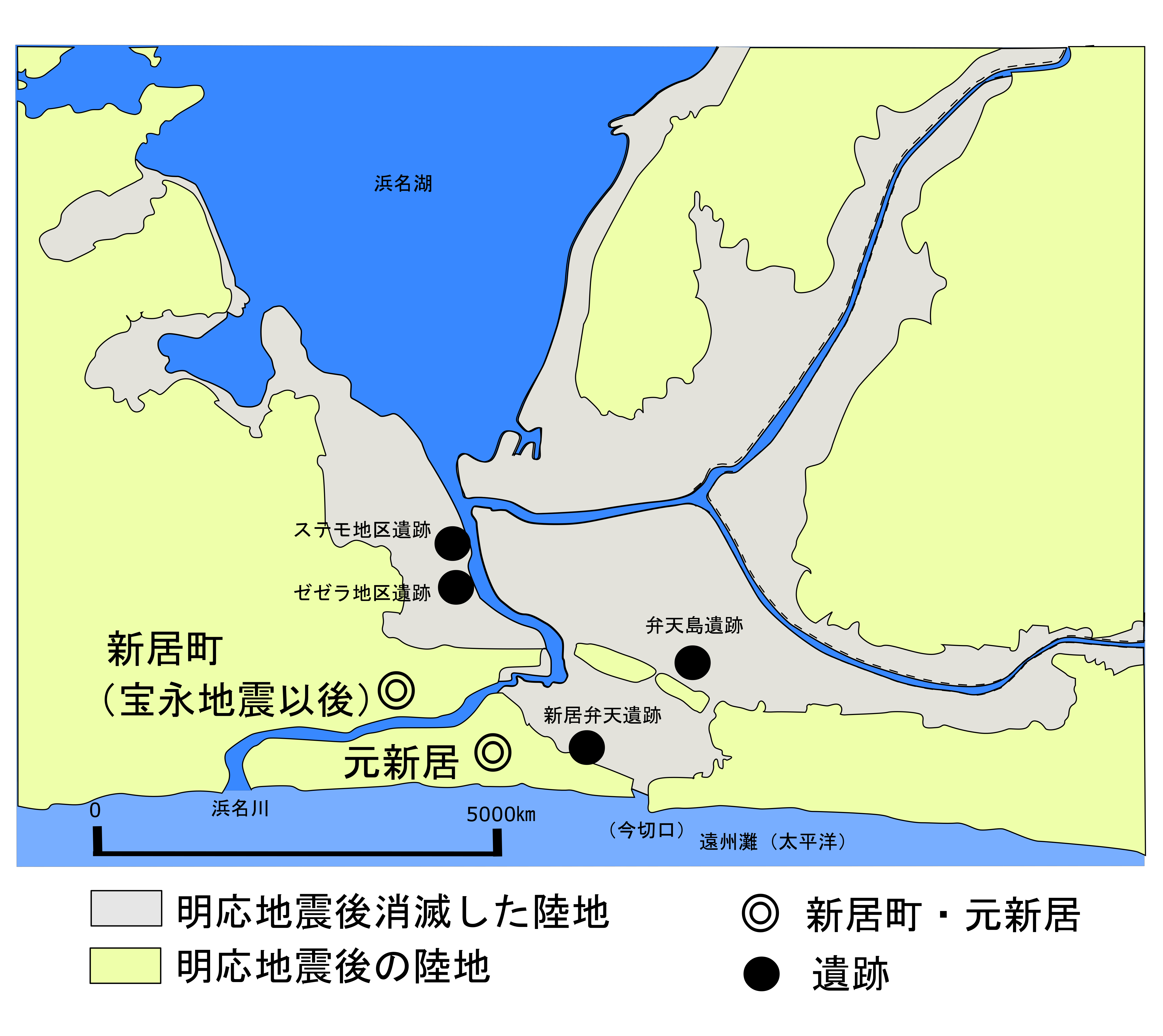
明応地震により消滅した浜名湖の陸地

新居の地名の由来は、「明応7年8月の地震津波以前の湖口」の絵図によると、阿礼の崎（あれのみさき）に荒井の集落があり、舞坂は当時前沢と呼ばれていた。
浜名川の浜名橋に橋本があり、東海道が交差した港湾都市であった。鎌倉時代には東海道の要衝として宿が置かれ、応永9年（1402年）には足利義満により橋本、天龍、大井、富士河、木瀬河は、今川泰範を「奉行職」として管理されていた。
明応7年（1498年）8月25日に、明応地震が起こり、遠州灘沿岸は津波に襲われた。津波により浜名湖開口部が沈下し、今切口が決壊して、湖に海水が流入し、浜名湖は塩水湖となった。また、明応地震により橋本は壊滅し、住民は今切・新居地区（荒井）に移転した。
また、翌明応8年（1499年）6月10日の暴風雨・大洪水によって湖口は破壊の度合いを増した。『遠江国風土記伝』など、浜名湖周辺における津波を記した史料は、何れも津波の日付を「明応八年六月十日」としている。さらに『岳南史』など、永正7年（1510年）8月27日に遠江国を海嘯が襲い、今切はこの時に生じたとする史料も存在する。
そのため、浜名湖の今切口を通過するための舞坂ー新居間を結ぶ渡船の今切の渡しが置かれた。

## 沿革

### 関所の設置と管理
新居関所の創設は、慶長5年（1600年）と伝えられる。新居関所は江戸幕府設置から慶長6年（1601年）以前に設置した。新居付近は幕領となり、新居（今切）関所は、幕府から派遣された新居奉行が管理した。元禄15年（1702年）、三河吉田藩（愛知県豊橋市）の藩主久世重之が自預五万石の内五千石を幕領であった新居付近と交換し関所の管理が命ぜられ、以後今切関所は幕府直轄から吉田城主に移った。

### 高潮・地震の被害と関所の移転
新居関所は、現在よりも東の向島の地に建てられたが、元禄12年（1699年）に高潮被害のため西に移転した、。そのため、浜名湖を通過するための舞坂ー新居間を結ぶ今切の渡船は、約4㎞近い長い航路となっていた。
宝永4年（1707年）には宝永地震があり、静岡県西部の被害は大きく新居関所や白須賀宿、袋井宿、掛川宿、島田宿、浜松宿などで倒壊と津波の被害をうけた。新居では、宝永地震の被害は戸数665軒の、120軒流失し、1丈程（3m）の津波が3回あり、「関所跡かたなし」との記事が残っている。
新居関所の津波による被害は『関守富永某手記』によると、「御関所潰れ津浪来ること丈計り」との記録が残されている。地震・津波のため新居関所は建物が全壊し流されたため、翌宝永5年（1708年）に更に西の現在地に移転した。新居関所の更なる移転により今切の渡しの航路がさらに長くなり不便になった。新居関所は移転後も浜名湖の湖口に面し、船着場も併設されていた。
| 地名   | 死者              | 家屋倒壊数                  | 土蔵                                                           | 推定震度 | 津波の波高 | その他                                    |
| ------ | ----------------- | --------------------------- | -------------------------------------------------------------- | -------- | ---------- | ----------------------------------------- |
| 静岡県 | 死亡者121、負傷18 |                             | 全壊106、半壊・破損208、流出116                                |          |            | 破堤73,264間、田畑25,348石、橋64、船舶382 |
| 新居   | 溺死者24人        | 850のうち半壊502、流出241、 |                                                                | 6-7      | 3～5m      | 船舶90流出、船199破損                     |
| 新居   | 溺死者24人        | 850のうち半壊502、流出241、 | 今切湊は関所が潰れ、3度の津波のため4-5日の渡航ができなかった。 | 6-7      | 3～5m      |                                           |

### 今切口の被害と本坂通への回避

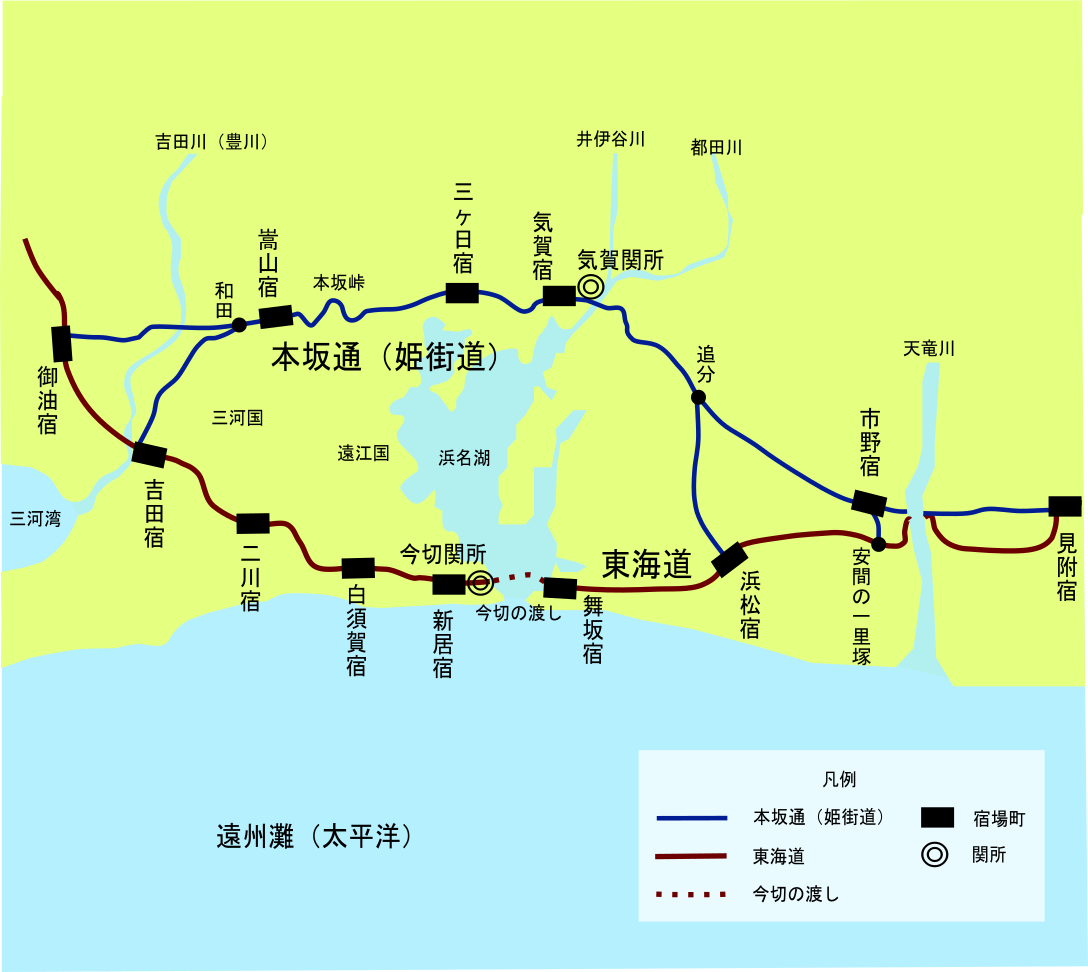
新居関所と浜名湖周辺の東海道

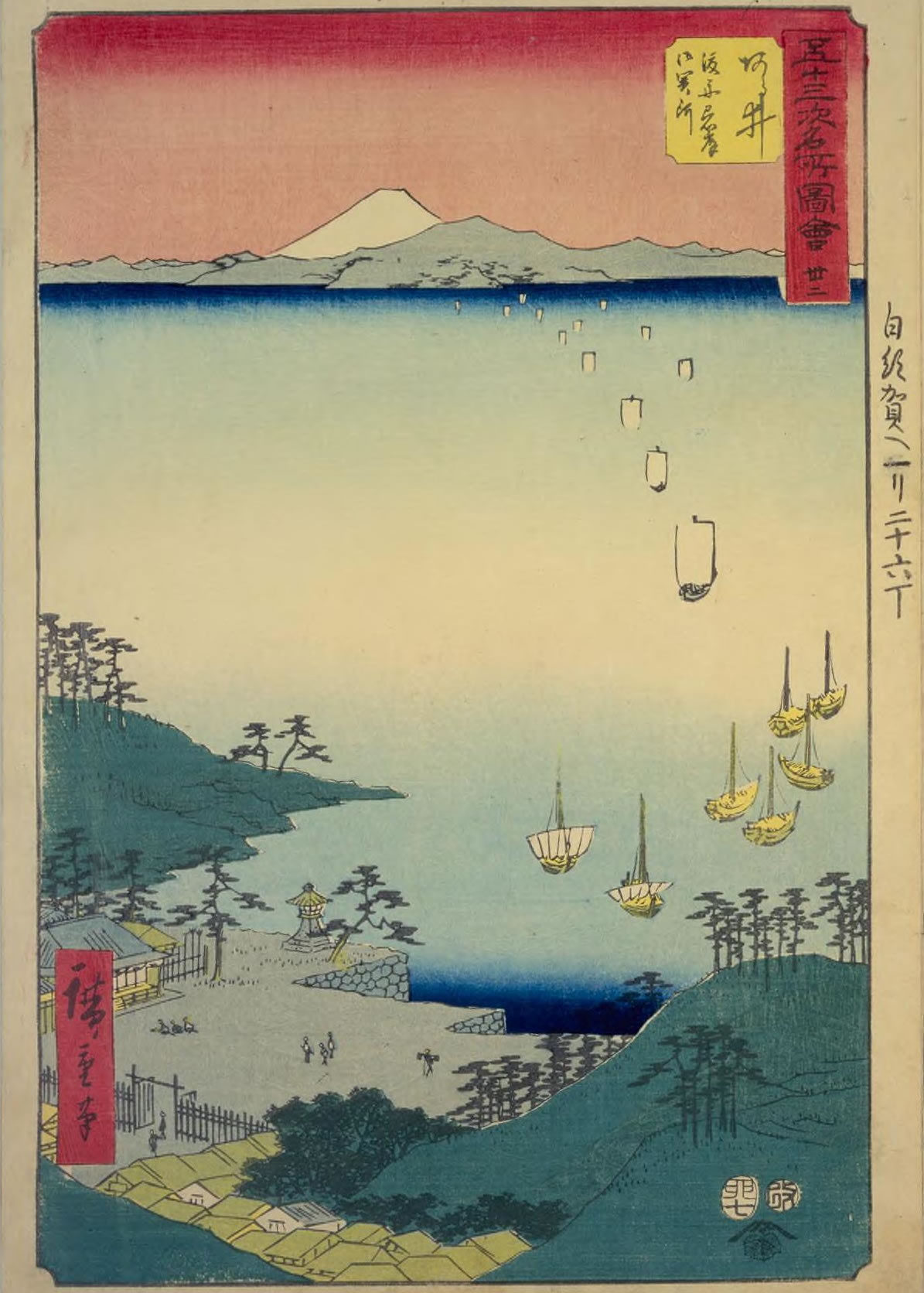
『五十三次名所図会　丗二　荒井』、渡舟着岸 御関所

元禄12年（1699年）に高潮の被害、宝永4年（1707年）宝永地震・津波による静岡県西部の今切関所や白須賀宿、袋井宿、掛川宿、島田宿、浜松宿などで被害は大きかった。今切口の復興と今切関所の流出と移転によって、舞坂宿と荒井宿を結ぶ航路であった今切の渡し(静岡県湖西市)が27丁（2.9㎞）から1里（約4km）の延長により渡航が不便になったため、東海道の利用を避け本坂道に回避した。その様子は『宝永七～正徳元年　地震後の湊口修復に関する書類』にて伺うことができる。
宝永地震から1年以上経過した後も、東海道に利用者はもどらず復興もままならないことから、宝永6年3月（1709年）に浜松宿を始め、舞阪・新居・白須賀・二川・吉田の6宿は、公的旅行では東海道を利用するよう嘆願書が出された。10年後の享保2年（1717年）11月になり、本坂道の通行差留となった。その後、明和元年（1769年）に、幕府は本坂道を道中奉行の管轄とし、東海道の一定の大通行に耐えうる付属街道に位置づけた
安政元年（1854年）11月4日には安政東海地震があり、新居・舞坂は津波による被害をうけた。新居は関所が大破し、付近の家屋は10軒全壊し、31軒を半壊・破損し、溺死者14人出した。現存の建物は新居関所は翌安政5年（1858年）までに改築された。

### 新居関所の検閲
近世関所には、「入鉄砲に出女」を改める意図のもとに設置された。
新居関所の規定や検閲は、寛文7年（1667年）、『今切御関所改次第』の「女丼鉄砲を第一改可申侯」によると検閲を14条の大綱にて、番人の勤仕法や夜間通行・廻船の検閲などが示され、東海道の通行だけでなく、今切港の検閲もした。長持（近世の収納箱・木箱）も検閲の対象とし、関東方面への通過・関西方面への通過に対し婦女子・手負人・死骸等の手形を調査した。
「入鉄砲出女」では、近世の関所に共通として女人の通過が検閲の対象であった。しかし武器・武具搬送の検閲については、無条件で通過が許可される関所もあったが、鉄砲証文で高札が掲げられていたのは新居関所だけであった。
「入り鉄炮」の通関に老中証文が必要であった。東海道に設置された今切関所では、寛文7年5月の関所高札、正徳元年5月の高札で鉄炮を関所で改める方針が示され、江戸へ入る下りの鉄炮は老中証文が必要とした。しかし、江戸から出る鉄炮は改めなかった。

### 新居関所の建物
新居関所の建物は、宝永4年（1707年）の宝永地震の被害による移転され、安政元年（1854年）の安政東海地震の被害により、翌安政2年（1855年）12月の改築になる関所建物が現存している。母屋は南に正面を向いた平屋建てで、構造は入母屋造、屋根は本瓦葺である。形状は東西に長く、前面が「上之間」「中之間」「次之間」に分かれ、奥には「御書院間」「御用達場」「上番勝手台所」があった。さらに、「下番勝手同休息所」として桟瓦葺の3棟が取り付いていた。
今日では「御用達場」と「上番勝手台所」の棟は失われており、それ以外にも部分的な改変の跡が確認されている。面番所は小学校舎や旧新居町役場として使用された時代に間取りが変更されており（役場として使用されていたときは図書館の建物も併設されていた）、1971年の解体修理で江戸時代の姿に戻すための工事も行われた。

## 関所廃止以降

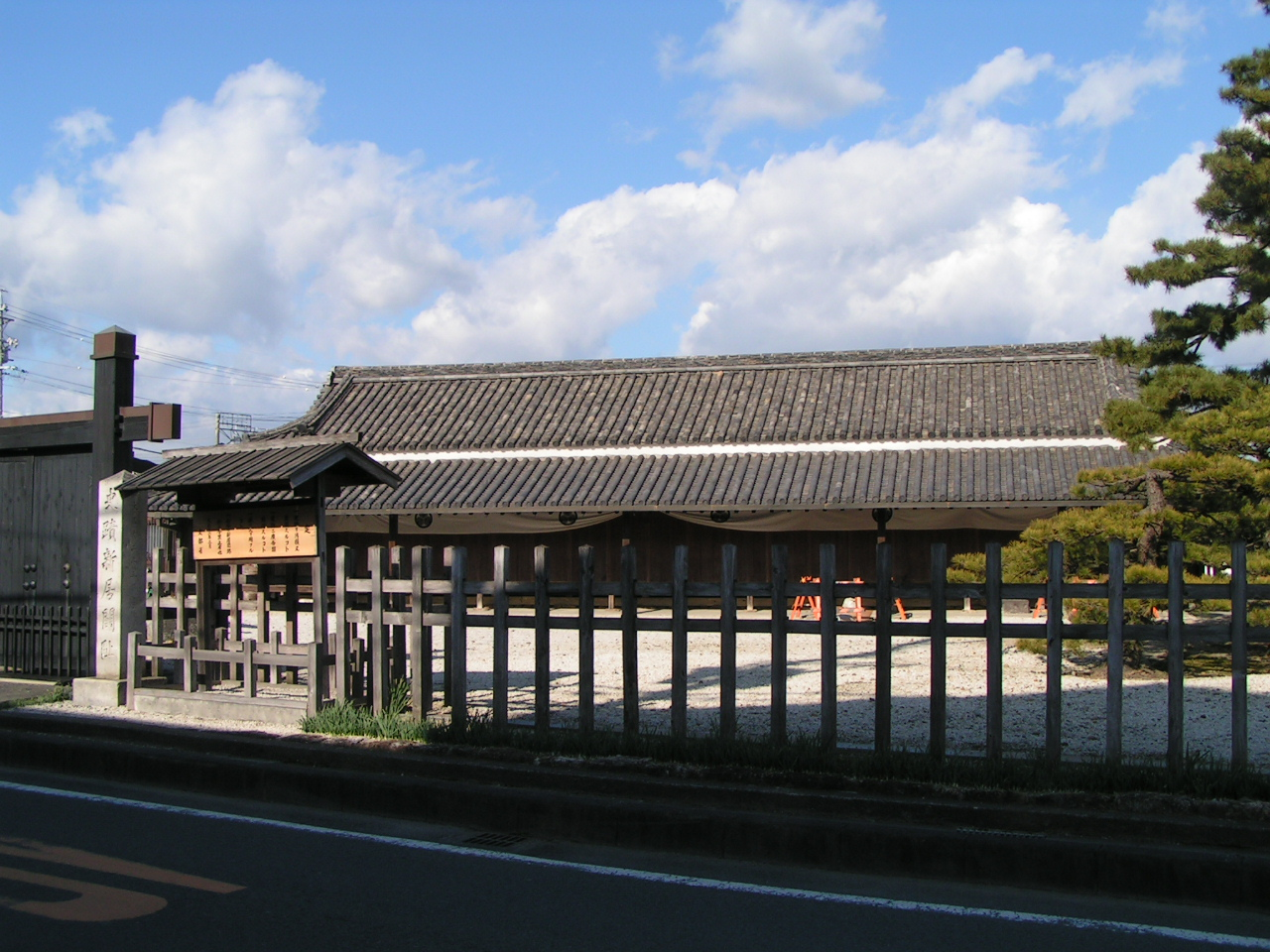
新居関跡（2006年12月撮影）

### 建物の利用
新居関所は、明治2年1月20日（1869年3月2日）の関所廃止令で廃止されたが、その中心をなす面番所の建物は、小学校の校舎（1873年 - 1917年）、また旧新居町役場の役場庁舎（1917年 - 1951年）として地域で使用されつづけてきた。箱根関所や小仏関所などでは建物が失われており、主要街道の関所建物としては、唯一の遺存例としてきわめて重要である。

### 史跡指定と保存活動
1921年（大正10年）3月3日、江戸時代の交通政策を考慮していくうえでも重要な遺跡であるとして、「新居関跡」（あらいのせきあと）の名称で国の史跡に指定。1955年（昭和30年）8月22日には特別史跡の指定を受けた。
1971年（昭和46年）には丸一年かけて建物が解体修理され、柱や屋根を修理するとともに、小学校舎や旧新居町役場として使用された時代に変更された間取りを江戸時代の姿に戻すための工事も行われた。以後、新居関所の当時をしのぶ遺構として保存されている。
1998年（平成10年）12月、関所建物の西側にあった「船会所」「女改め長屋」「大門」のあった箇所、および東側「船着場」の一帯が一括して追加指定を受けており、史跡のトータルな保存と活用がめざされている。
2002年（平成14年）、古絵図・発掘調査に基づき渡船場の一部を復元・護岸整備が行われた。
2014年（平成26年）10月6日、発掘調査によって大御門や土塁の遺構が出土した桝形広場が、特別史跡に追加指定された
。

## 特別史跡「新居関跡」ギャラリー

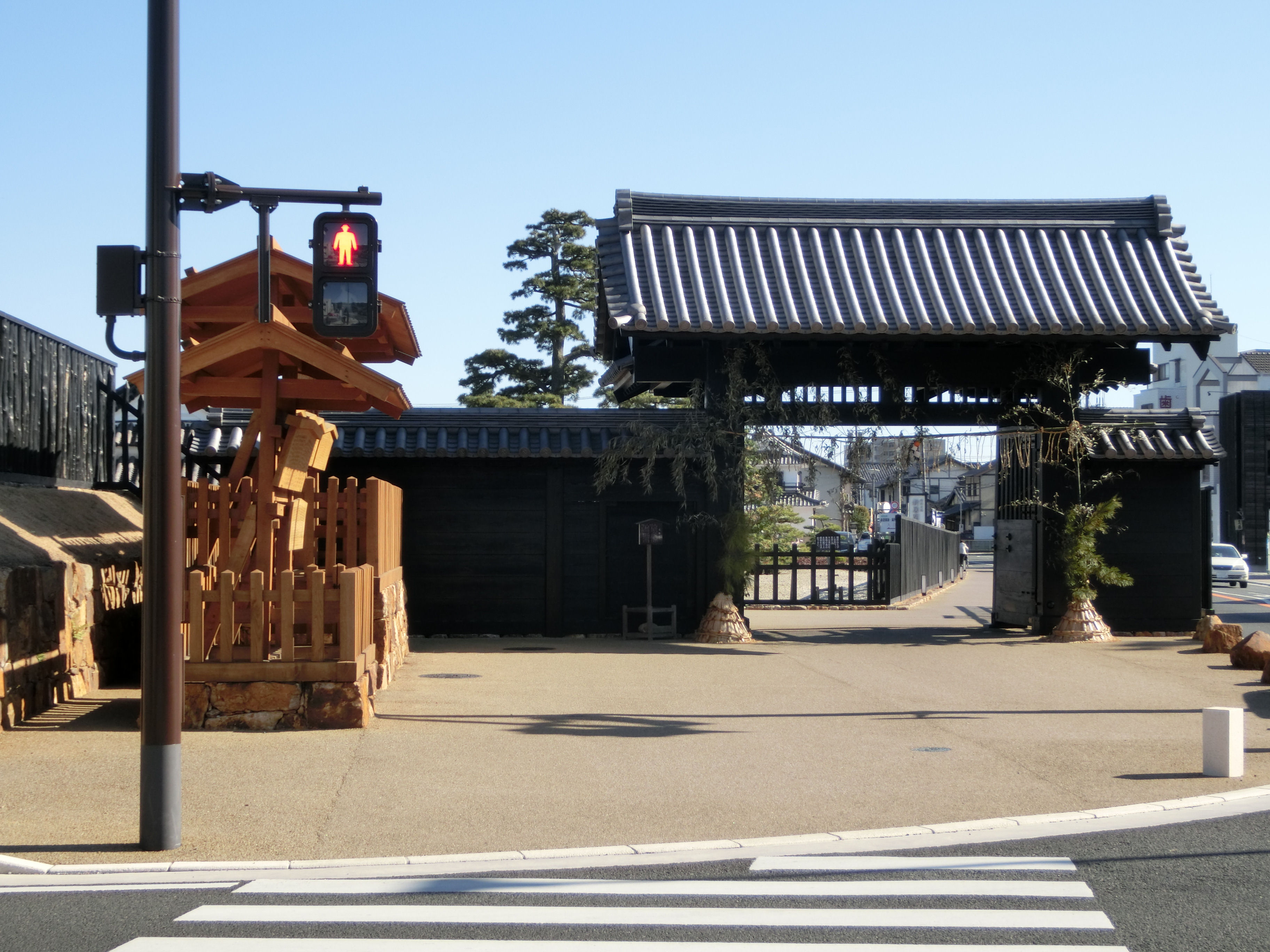
新居関跡 入口
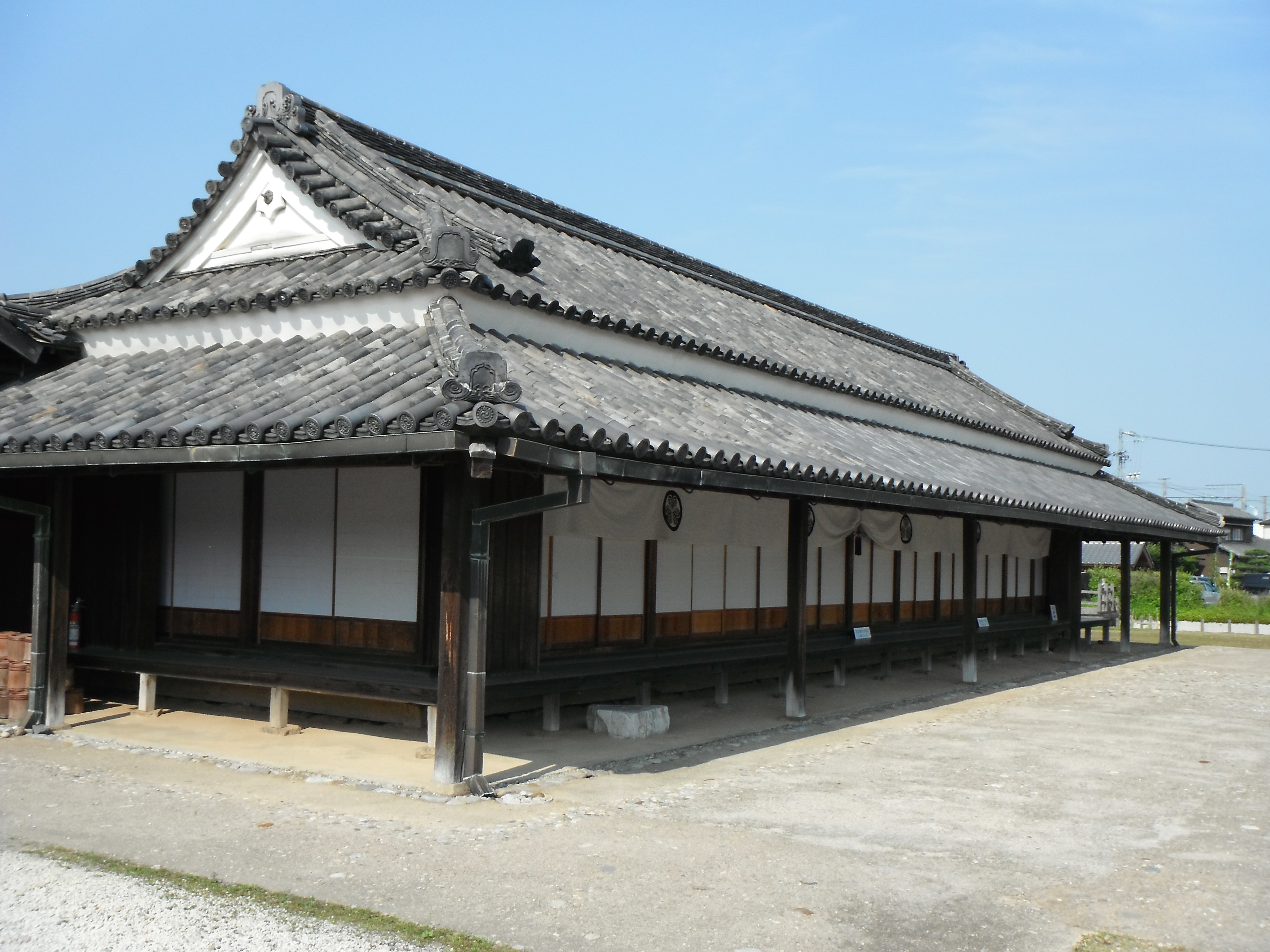
新居関跡（1）
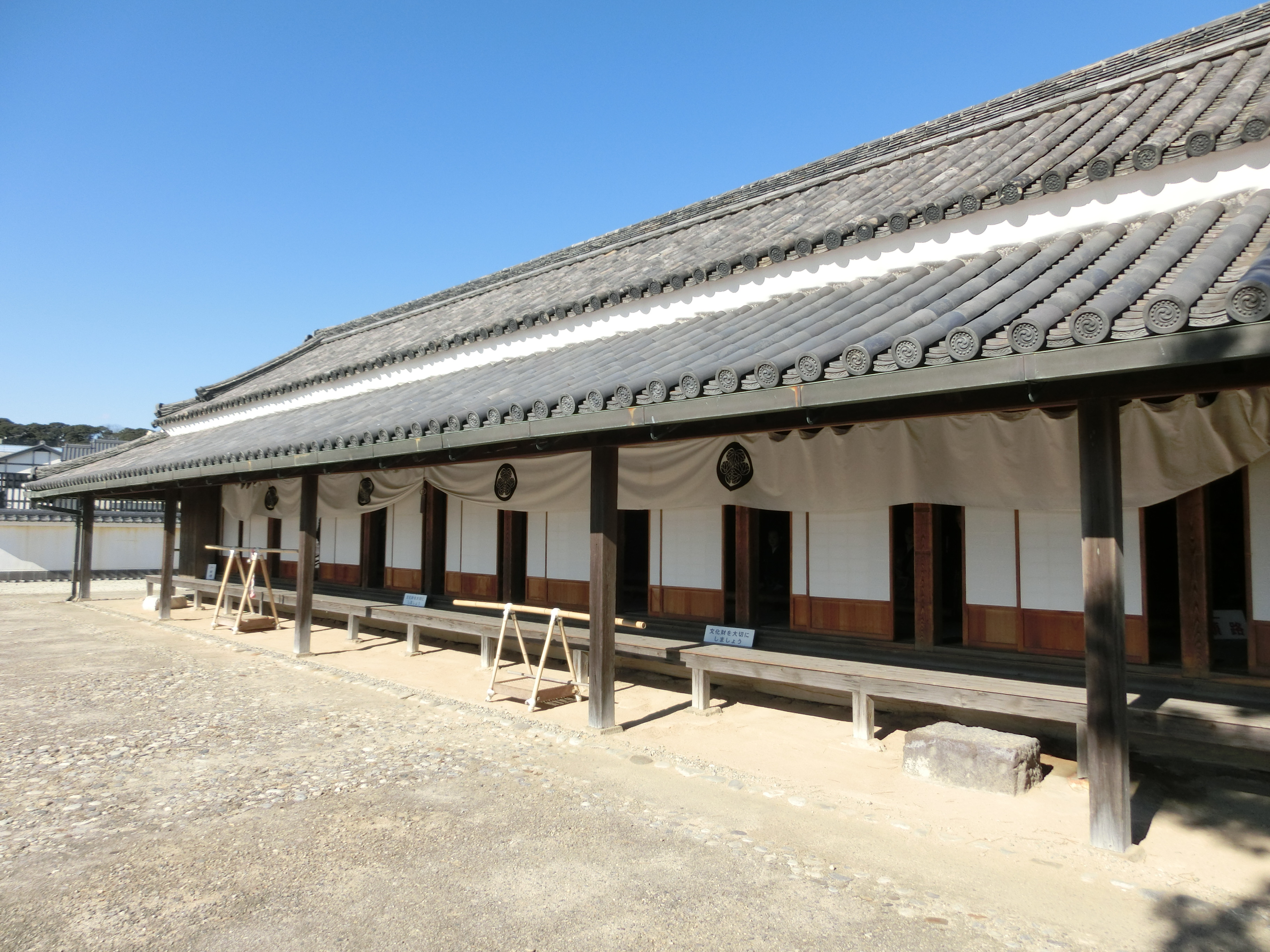
新居関跡（2）
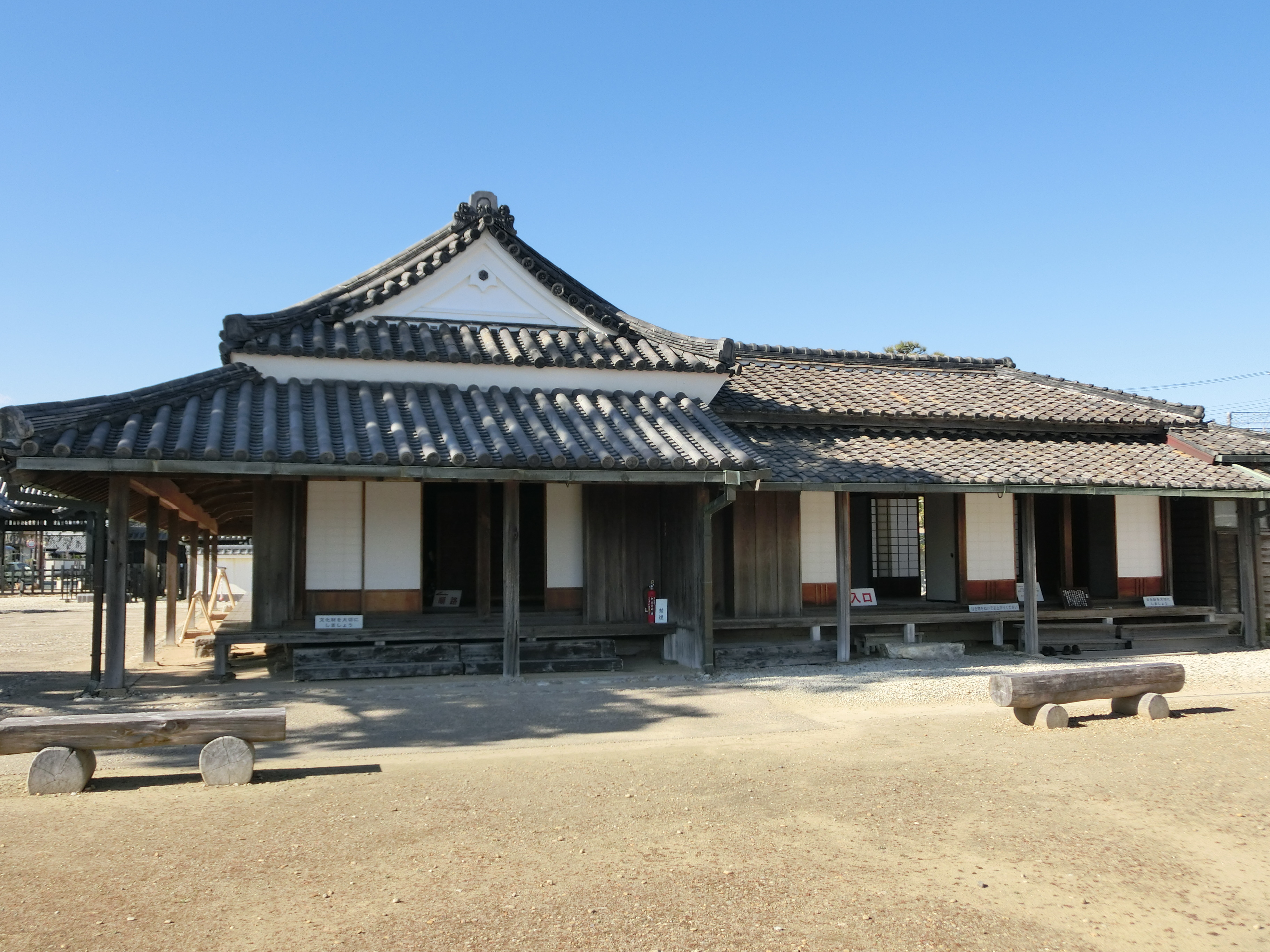
新居関跡（3）
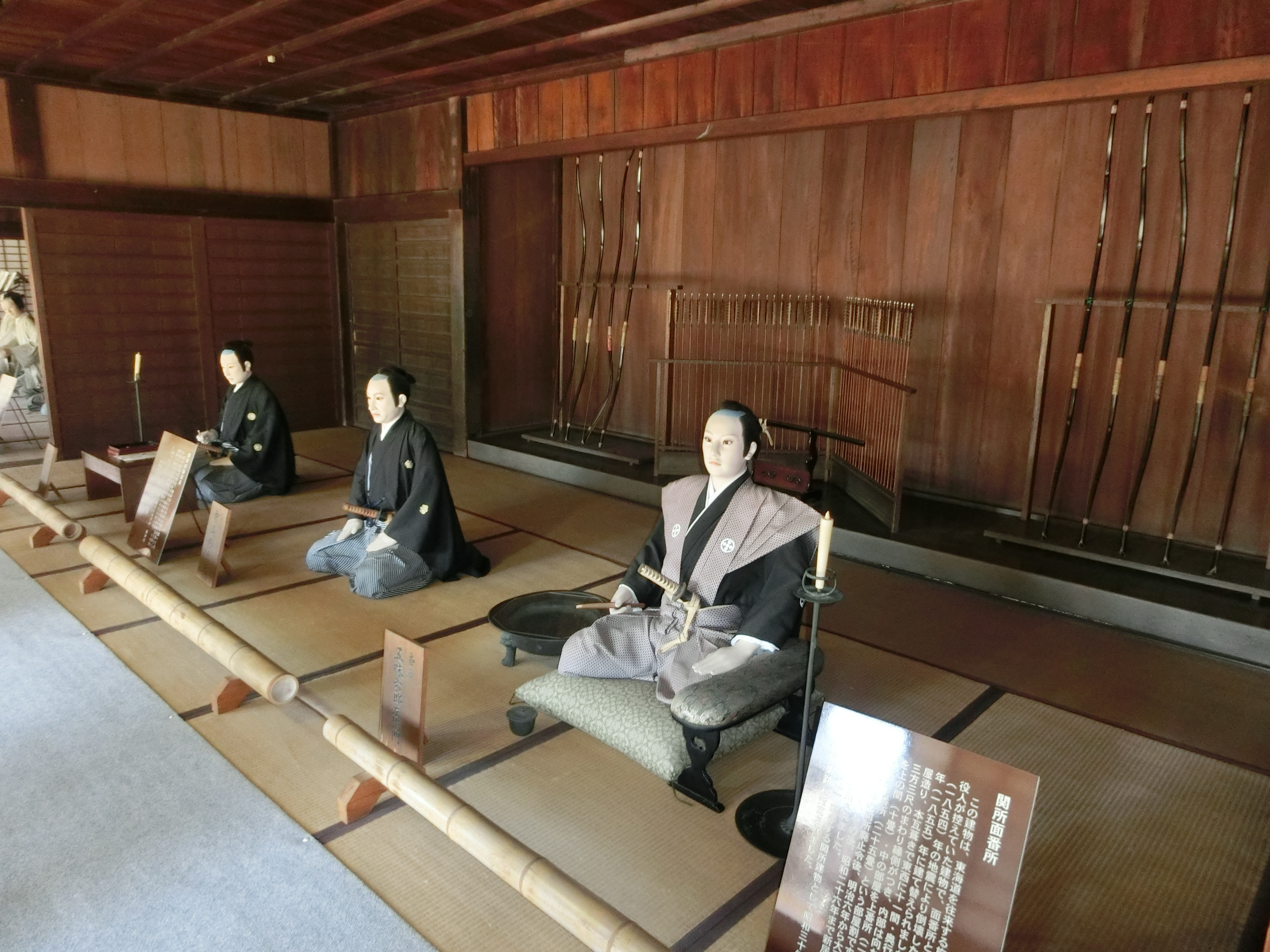
新居関跡・内部の様子
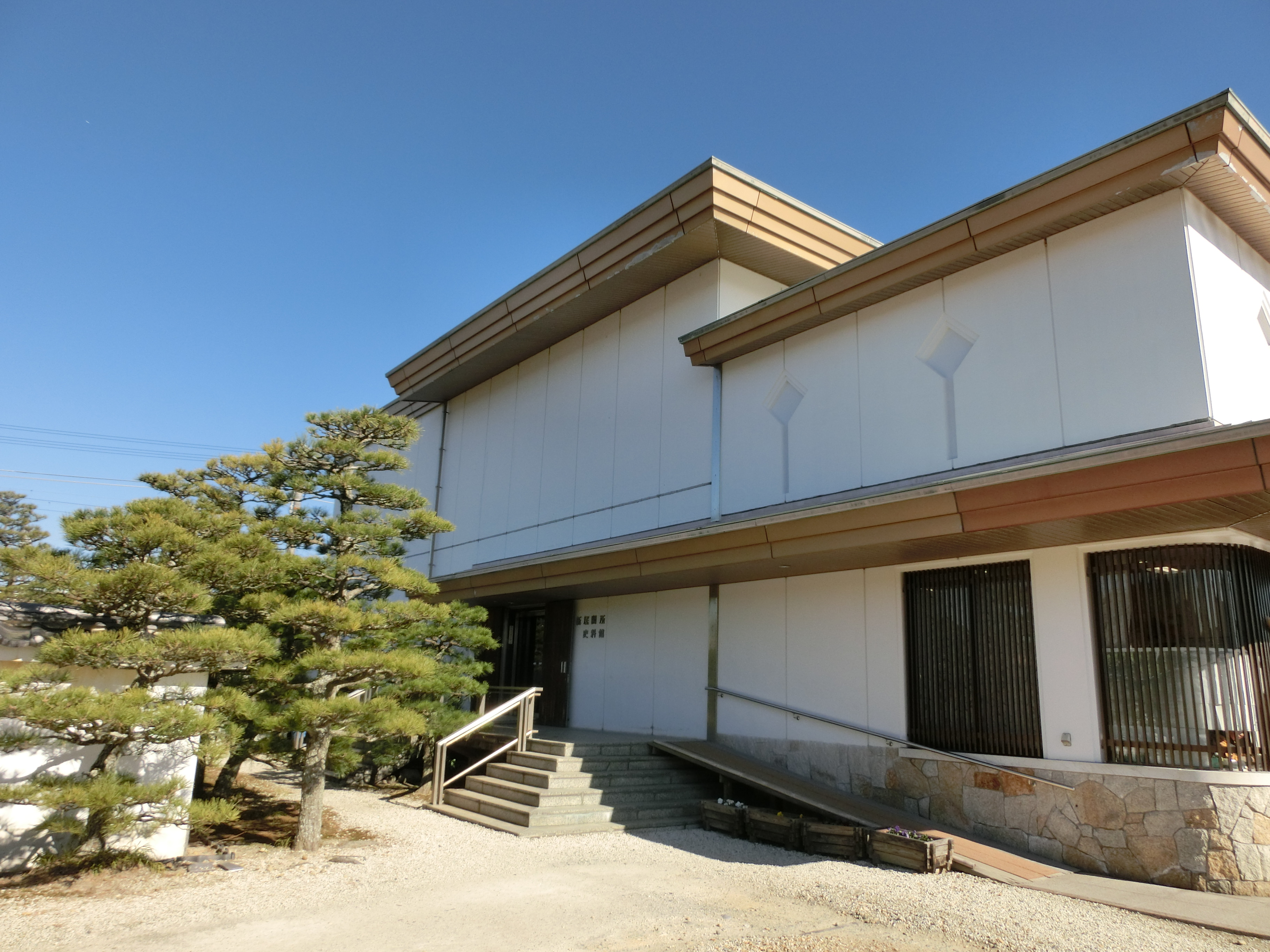
新居関所史料館

## 略年表
- 慶長5年（1600年）  今切口（浜名湖の太平洋への開口部）近くに設置。
- 寛文7年（1667年）　『今切御関所改次第』の「女丼鉄砲を第一改可申侯」により検閲の14条大綱の指定。
- 元禄12年（1699年）　高潮被害のため西へ移転。
- 元禄15年（1702年）　今切関所の管理が新居奉行（幕府直轄）から吉田城主に委託。
- 宝永4年（1707年） 宝永地震により建物が全壊。翌年、西の現在地に移転。
- 嘉永7年（1854年） 安政東海地震により大破、翌年改築される。これが現存の建物である。
- 明治2年（1869年） 関所、廃止される。

## 隣の宿
東海道
舞阪宿 -　今切関所（新居関所）　- 新居宿